# 恩化県
恩化県（おんか-けん）は中華人民共和国内モンゴル自治区にかつて存在した県。現在の赤峰市カラチン旗東部に相当する。
遼代に恩州の州治として設置された。金代に廃止された。